# Chiesa di San Sebastiano (Sommariva del Bosco)
La chiesa di San Sebastiano o  del Cantone meridionale detto “di San Sebastiàn”, situata lungo Via Vittorio Emanuele, all'angolo della Piazza che la tradizione popolare dedica allo stesso santo, è una delle più piccole ma anche una delle più interessanti tra le chiese di Sommariva del Bosco. Può infatti vantare una purezza e coerenza stilistiche, secondo i canoni di un barocco ormai consolidato, difficilmente riscontrabili se non in edifici di primaria importanza. Forse per questo viene attribuita (ma nessuna documentazione lo conferma) al celebre architetto doglianese Francesco Gallo. Notevole assonanza di forme è comunque rilevabile tra la nostra chiesetta e sue opere grandiose quali la chiesa della Trinità a Fossano o quella di Santa Maria a Cuneo.

## Storia e descrizione
La costruzione della chiesa di S. Sebastiano, quasi certamente sui resti di un pilone eretto durante la peste del 1630 preesistente, si può far risalire ai primi anni del Settecento. Particolarmente interessante è l'esterno dove gli eleganti volumi, esaltati da lesene e cornici e dal sapiente utilizzo del mattone a vista si concludono nella bellissima lanterna che completa la cupola e costituisce l'elemento focale dell'intero edificio. La chiesa e l'adiacente campanile, robusto nelle forme ma illeggiadrito dal misurato alternarsi di linee rette e curve, nella loro solida eleganza sembrano costituire un baluardo, ergendosi quasi a protezione dell'abitato retrostante e dell'accesso meridionale del borgo. Degno di nota è infine il portone principale, in legno finemente scolpito con motivi geometrici e floreali.
L'interno colpisce per l'intensa luminosità. Ampie vetrate si aprono infatti tra le arcate che sorreggono la cupola. La pianta è ad unica navata con robusti piloni ingentiliti da lesene e capitelli corinzi. Gli elementi architettonici, semplici e discreti nei rilevati, tutti a stucco, si arricchiscono di un'intensa decorazione pittorica creando un forte contrasto con l'esterno, tipico del gusto in epoca barocca. Lo splendido pulpito ligneo, recante sul frontone la data del 1608 e qui trasferito da altra chiesa, rappresenta forse la componente di maggior pregio dell'intera costruzione. Di notevole interesse è pure il palco in legno posto sopra l'ingresso con funzione di coro; da osservare la composizione mista tra pannelli frontali omogenei, forse ricavati da altro arredo, e le integrazioni negli elementi di raccordo.
A lato dell'altare, sul pilone sinistro, quadro ad olio raffigurante il Buon Pastore, opera tardo ottocentesca di Luigi Morgari, autore di importanti affreschi nella chiesa parrocchiale. Sulla parete del catino absidale una grande tela con il martirio di S.Sebastiano, la Vergine e San Rocco attribuita al sommarivese Giovanni Maria Borri.
Da osservare ancora la lanterna posta sulla cupola, nel punto più alto della chiesa. Gli abitanti del cantone ancora oggi nel giorno della “festa del cantone” organizzano una giornata di intrattenimenti e la sera accendono un grande falò per salutare l'inverno; tradizione popolare vuole che i giovani abitanti del cantone di San Sebastiano, una volta che il fuoco sia stato spento, saltino sulle ceneri calde del falò per dimostrare il loro coraggio.